# Tanytarsus bispinosus
Tanytarsus bispinosus är en tvåvingeart som beskrevs av Freeman 1961. Tanytarsus bispinosus ingår i släktet Tanytarsus och familjen fjädermyggor. Inga underarter finns listade i Catalogue of Life.